# Giải bóng đá vô địch quốc gia Séc
Giải bóng đá vô địch quốc gia Séc (được gọi là Chance liga vì lý do tài trợ) là một giải đấu chuyên nghiệp của Séc dành cho các câu lạc bộ bóng đá. Đứng đầu hệ thống giải bóng đá Séc, đây là giải đấu bóng đá chính của quốc gia này. Các mùa giải thường kéo dài từ tháng 8 đến tháng 5 năm sau, đa số các trận đấu diễn ra vào ngày thứ Bảy và Chủ Nhật cùng một số ít trận tổ chức vào ngày thứ Sáu. Các câu lạc bộ thi đấu theo thể thức thăng hạng và xuống hạng liên thông với Giải bóng đá hạng nhất quốc gia Séc, mỗi đội sẽ có 30 trận đấu. Tất cả các câu lạc bộ tại Chance liga đều đủ điều kiện tham dự Cúp quốc gia Séc.
Giải bóng đá vô địch quốc gia Séc ra đời vào mùa giải 1993–94 sau khi Tiệp Khắc bị chia cắt và do đó tiền thân của giải chính là  Giải bóng đá vô địch quốc gia Tiệp Khắc. 35 câu lạc bộ đã từng thi đấu tại giải vô địch kể từ ngày thành lập. Sparta Praha sở hữu tới 14 chức vô địch, nhiều nhất trong số các câu lạc bộ của Séc. Những đội bóng khác cũng từng giành ngôi vương gồm có Slavia Praha, Slovan Liberec, Baník Ostrava và Viktoria Plzeň.
Dựa trên thành tích tại các giải đấu châu Âu trong 5 năm gần nhất, giải bóng đá vô địch quốc gia Séc hiện đang xếp thứ 10 trong bảng xếp hạng UEFA ở mùa giải 2024–25.

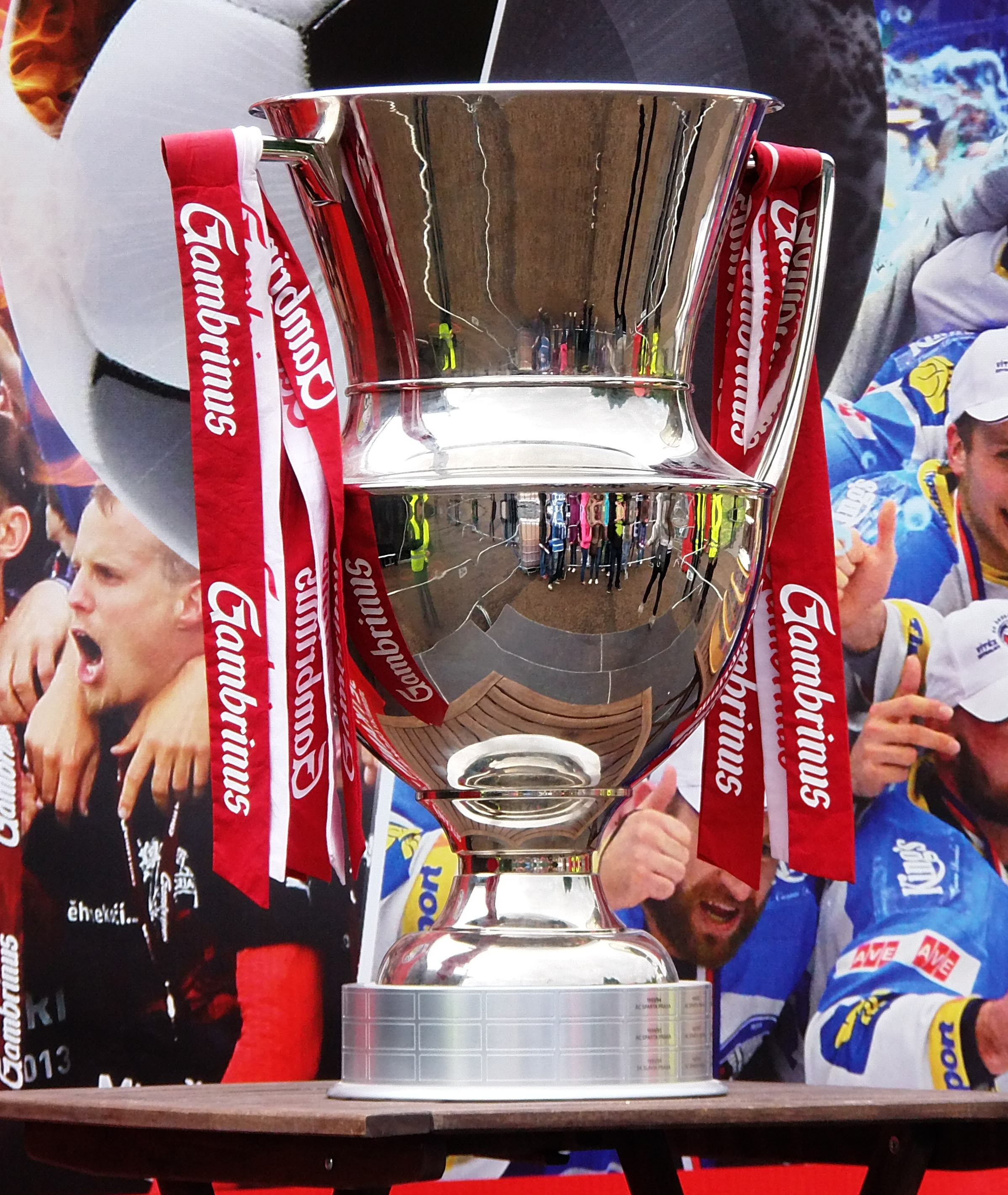
Chiếc cúp Gambrinus liga năm 2013.

## Các nhà vô địch

### Theo năm
| Mùa     | Vô địch (lần)      | Á quân         | Hạng ba         | Vua phá lưới (bàn thắng)        | Câu lạc bộ                  |
| ------- | ------------------ | -------------- | --------------- | ------------------------------- | --------------------------- |
| 1993–94 | Sparta Praha (1)   | Slavia Praha   | Baník Ostrava   | Horst Siegl (20)                | Sparta Praha                |
| 1994–95 | Sparta Praha (2)   | Slavia Praha   | Boby Brno       | Radek Drulák (15)               | Drnovice                    |
| 1995–96 | Slavia Praha (1)   | Sigma Olomouc  | Jablonec        | Radek Drulák (22)               | Drnovice                    |
| 1996–97 | Sparta Praha (3)   | Slavia Praha   | Jablonec        | Horst Siegl (19)                | Sparta Prague               |
| 1997–98 | Sparta Praha (4)   | Slavia Praha   | Sigma Olomouc   | Horst Siegl (13)                | Sparta Praha                |
| 1998–99 | Sparta Praha (5)   | Teplice        | Slavia Praha    | Horst Siegl (18)                | Sparta Praha                |
| 1999–00 | Sparta Praha (6)   | Slavia Praha   | Drnovice        | Vratislav Lokvenc (22)          | Sparta Praha                |
| 2000–01 | Sparta Praha (7)   | Slavia Praha   | Sigma Olomouc   | Vítězslav Tuma (15)             | Drnovice                    |
| 2001–02 | Slovan Liberec (1) | Sparta Praha   | Viktoria Žižkov | Jiří Štajner (15)               | Slovan Liberec              |
| 2002–03 | Sparta Praha (8)   | Slavia Praha   | Viktoria Žižkov | Jiří Kowalík (16)               | 1. FC Synot                 |
| 2003–04 | Baník Ostrava (1)  | Sparta Praha   | Sigma Olomouc   | Marek Heinz (19)                | Baník Ostrava               |
| 2004–05 | Sparta Praha (9)   | Slavia Praha   | Teplice         | Tomáš Jun (14)                  | Sparta Praha                |
| 2005–06 | Slovan Liberec (2) | Mladá Boleslav | Slavia Praha    | Milan Ivana (11)                | Slovácko                    |
| 2006–07 | Sparta Praha (10)  | Slavia Praha   | Mladá Boleslav  | Luboš Pecka (16)                | Mladá Boleslav              |
| 2007–08 | Slavia Praha (2)   | Sparta Praha   | Baník Ostrava   | Václav Svěrkoš (15)             | Baník Ostrava               |
| 2008–09 | Slavia Praha (3)   | Sparta Praha   | Slovan Liberec  | Andrej Kerić (15)               | Slovan Liberec              |
| 2009–10 | Sparta Praha (11)  | Jablonec       | Baník Ostrava   | Michal Ordoš (12)               | Sigma Olomouc               |
| 2010–11 | Viktoria Plzeň (1) | Sparta Praha   | Jablonec        | David Lafata (19)               | Jablonec                    |
| 2011–12 | Slovan Liberec (3) | Sparta Praha   | Viktoria Plzeň  | David Lafata (25)               | Jablonec                    |
| 2012–13 | Viktoria Plzeň (2) | Sparta Praha   | Slovan Liberec  | David Lafata (20)               | Jablonec, Sparta Praha      |
| 2013–14 | Sparta Praha (12)  | Viktoria Plzeň | Mladá Boleslav  | Josef Hušbauer (18)             | Sparta Praha                |
| 2014–15 | Viktoria Plzeň (3) | Sparta Praha   | Jablonec        | David Lafata (20)               | Sparta Praha                |
| 2015–16 | Viktoria Plzeň (4) | Sparta Praha   | Slovan Liberec  | David Lafata (20)               | Sparta Praha                |
| 2016–17 | Slavia Praha (4)   | Viktoria Plzeň | Sparta Praha    | Milan Škoda / David Lafata (15) | Slavia Praha / Sparta Praha |
| 2017–18 | Viktoria Plzeň (5) | Slavia Praha   | Jablonec        | Michael Krmenčík (16)           | Viktoria Plzeň              |
| 2018–19 | Slavia Praha (5)   | Viktoria Plzeň | Sparta Praha    | Nikolay Komlichenko (29)        | Mladá Boleslav              |
| 2019–20 | Slavia Praha (6)   | Viktoria Plzeň | Sparta Praha    | Libor Kozák / Petar Musa (14)   | Sparta Praha / Slavia Praha |
| 2020–21 | Slavia Praha (7)   | Sparta Praha   | Jablonec        | Jan Kuchta / Adam Hložek (15)   | Slavia Praha / Sparta Praha |
| 2021–22 | Viktoria Plzeň (6) | Slavia Praha   | Sparta Praha    | Jean-David Beauguel (19)        | Viktoria Plzeň              |
| 2022–23 | Sparta Praha (13)  | Slavia Praha   | Viktoria Plzeň  | Václav Jurečka (20)             | Slavia Praha                |
| 2023–24 | Sparta Praha (14)  | Slavia Praha   | Viktoria Plzeň  | Václav Jurečka (19)             | Slavia Praha                |
| 2024–25 | Slavia Praha (8)   | Viktoria Plzeň | Baník Ostrava   | Jan Kliment (18)                | Sigma Olomouc               |

### Thành tích theo câu lạc bộ
Tỉ lệ vô địch theo câu lạc bộ
| Câu lạc bộ     | Vô địch | Á quân | Năm vô địch |
| -------------- | ------- | ------ | --- |
| Sparta Praha   | 14      | 10     | 1993–94, 1994–95, 1996–97, 1997–98, 1998–99, 1999–00, 2000–01, 2002–03, 2004–05, 2006–07, 2009–10, 2013–14, 2022–23, 2023–24 |
| Slavia Praha   | 8       | 13     | 1995–96, 2007–08, 2008–09, 2016–17, 2018–19, 2019–20, 2020–21, 2024–25                                                       |
| Viktoria Plzeň | 6       | 5      | 2010–11, 2012–13, 2014–15, 2015–16, 2017–18, 2021–22                                                                         |
| Slovan Liberec | 3       | 0      | 2001–02, 2005–06, 2011–12 |
| Baník Ostrava  | 1       | 0      | 2003–04 |
| Sigma Olomouc  | 0       | 1      | |
| Teplice        | 0       | 1      | |
| Mladá Boleslav | 0       | 1      | |
| Jablonec       | 0       | 1      | |

## Các đội bóng tham dự mùa 2020–21

### Mùa 2020–21
Hiện đang có 18 câu lạc bộ tranh tài tại Giải bóng đá vô địch quốc gia Séc 2020–21.
| Câu lạc bộ                 | Sân vận động                                | Sức chứa | Vị trí mùa 2019-20 | Mùa giải đầu tiên | Thời gian nghỉ của mùa giải đầu tiên |
| -------------------------- | ------------------------------------------- | -------- | ------------------ | ----------------- | ------------------------------------ |
| 1. FC Slovácko             | Městský fotbalový stadion Miroslava Valenty | 8.121    | hạng 9             | 2001–02           | 2001–02                              |
| 1. FK Příbram              | Na Litavce                                  | 9.100    | hạng 16            | 1997–98           | 2018–19                              |
| AC Sparta Prague           | Generali Česká pojišťovna Arena             | 19.416   | hạng 3             | 1993–94           | 1993–94                              |
| Bohemians 1905             | Ďolíček                                     | 5.000    | hạng 8             | 1993–94           | 2013–14                              |
| FC Baník Ostrava           | Městský stadion (Ostrava)                   | 15.163   | hạng 6             | 1993–94           | 2017–18                              |
| FC Fastav Zlín             | Letná Stadion                               | 6.375    | hạng 13            | 1993–94           | 2015–16                              |
| FC Slovan Liberec          | Stadion u Nisy                              | 9.900    | hạng 5             | 1993–94           | 1993–94                              |
| FC Viktoria Plzeň          | Doosan Arena                                | 11.722   | hạng 2             | 1993–94           | 2005–06                              |
| FK Jablonec                | Chance Arena                                | 6.280    | hạng 4             | 1994–95           | 1994–95                              |
| FK Mladá Boleslav          | Lokotrans Aréna                             | 5.000    | hạng 10            | 2004–05           | 2004–05                              |
| FK Teplice                 | Na Stínadlech                               | 18.221   | hạng 12            | 1996–97           | 1996–97                              |
| MFK Karviná                | Městský stadion (Karviná)                   | 4.862    | hạng 14            | 1996–97           | 2016–17                              |
| SFC Opava                  | Stadion v Městských sadech                  | 7.758    | hạng 15            | 1995–96           | 2018–19                              |
| SK Dynamo České Budějovice | Stadion Střelecký ostrov                    | 6.681    | hạng 7             | 1993–94           | 2019–20                              |
| SK Sigma Olomouc           | Andrův stadion                              | 12.566   | hạng 11            | 1993–94           | 2017–18                              |
| SK Slavia Prague           | Sinobo Stadium                              | 20.800   | hạng 1             | 1993–94           | 1993–94                              |
| FK Pardubice               | Ďolíček                                     | 5.000    | hạng 1 (FNL)       | 2020–21           | 2020–21                              |
| Zbrojovka Brno             | Srbská                                      | 10.200   | hạng 2 (FNL)       | 1993–94           | 2020–21                              |

### Huấn luyện viên
Tính đến 23 tháng 3 năm 2021.
| Câu lạc bộ              | Huấn luyện viên     | Ngày bổ nhiệm        |
| ----------------------- | ------------------- | -------------------- |
| Slavia Prague           | Jindřich Trpišovský | 22 tháng 12 năm 2017 |
| Viktoria Plzeň          | Trống               |                      |
| Sparta Prague           | Pavel Vrba          | 3 tháng 2 năm 2021   |
| Jablonec                | Petr Rada           | 14 tháng 12 năm 2017 |
| Baník Ostrava           | Ondřej Smetana      | 27 tháng 2 năm 2021  |
| Slovan Liberec          | Pavel Hoftych       | 14 tháng 6 năm 2019  |
| Mladá Boleslav          | Karel Jarolím       | 8 tháng 12 năm 2020  |
| Sigma Olomouc           | Radoslav Látal      | 31 tháng 5 năm 2019  |
| Fastav Zlín             | Bohumil Páník       | 10 tháng 3 năm 2020  |
| Teplice                 | Radim Kučera        | 30 tháng 11 năm 2020 |
| Slovácko                | Martin Svědík       | 10 tháng 11 năm 2018 |
| Opava                   | Radoslav Kováč      | 11 tháng 6 năm 2020  |
| Bohemians 1905          | Luděk Klusáček      | 10 tháng 10 năm 2019 |
| Příbram                 | Jozef Valachovič    | 15 tháng 3 năm 2021  |
| Karviná                 | Jozef Weber         | 23 tháng 3 năm 2021  |
| Dynamo České Budějovice | David Horejš        | 12 tháng 10 năm 2015 |
| Pardubice               | Jiří Krejčí         | 30 tháng 5 năm 2013  |
| Zbrojovka Brno          | Richard Dostálek    | 15 tháng 12 năm 2020 |